# Werner Kießling (Verbandsfunktionär)
Werner Kießling (* 24. Juni 1914 in Dölau; † 2006) war ein deutscher Verbandsfunktionär.

## Werdegang
Kießling trat zum 1. Mai 1933 in die NSDAP ein (Mitgliedsnummer 2.907.535) und wurde Schriftleiter in Bad Köstritz und Weimar. Als Gebietsjungvolkführer war er ab Januar 1934 in der Hitlerjugend-Gebietsführung Württemberg aktiv. Von 1935 bis 1938 leitete er in der Wehrmacht seinen Wehrdienst und war danach im Grenz- und Auslandsamt der Reichsjugendführung aktiv. Dort war er zuständig für die Presse-, Propaganda-, Rundfunk- und Kulturarbeit der reichsdeutschen Jugend im Ausland. 1943 wurde Werner Kießling zum Brigadeführer im Ausland- und Volkstumsamt der Reichsjugendführung befördert. Er leitete dort die Abteilung Germanische Jugend.
Kießling war von 1952 bis 1963 Hauptgeschäftsführer des Verbands der Heimkehrer, Kriegsgefangenen und Vermisstenangehörigen Deutschlands, dann von 1963 bis 1982 geschäftsführender Präsident und von 1982 bis 2000 Präsident.

## Ehrungen
- 1976: Ernst-Reuter-Plakette
- 1983: Großes Verdienstkreuz der Bundesrepublik Deutschland
- 1989: Großes Verdienstkreuz mit Stern der Bundesrepublik Deutschland